# 文醜
文 醜（ぶん しゅう、? - 200年）は、中国後漢時代末期の武将。

## 生涯
袁紹配下。袁紹軍の中では顔良と並んで勇将と称され、孔融が曹操に対して出兵を諌めたときには、将帥の代表として名が挙がっている。
建安5年（200年）、それまで睨み合っていた袁紹と曹操が激突し（官渡の戦い）、袁紹軍は白馬における初戦で顔良を討ち取られた。しかし曹操軍が白馬から引き揚げ、黄河に沿って西へ移動したため、袁紹はそれを追って黄河を渡り、南岸の延津に到達した。袁紹は文醜に対し、当時客将となっていた劉備とともに、曹操を追撃させた。
これに対して曹操は荀攸の策略を採用し、輜重隊をおとりにして文醜を誘った。文醜はこれに引っ掛かり輜重隊を襲ったため、このことが元で陣形が乱れた。曹操はこの機会を逃すまいと、手薄になった文醜の部隊に攻撃を仕掛け、文醜を混乱の中で戦死させた。顔良・文醜と名だたる将軍2人を立て続けに失ったことで、袁紹軍は大きく動揺したという。
曹操軍の荀彧は、上記の孔融に対し「どれだけの武勇であろうと、顔良と文醜は所詮は匹夫の勇。一戦にして生け捕れます」と述べたが、まさにその通りとなった。

## 演義
小説『三国志演義』では、身の丈8尺、顔は獬豸（かいち、伝説上の神獣）のような姿とされる。顔良とは兄弟同然の親友という設定。
界橋の戦い前後から登場する。界橋の戦いで公孫瓚に向かって突進し、後一歩でこれを生け捕るところまで追い詰めるが、袁紹の下から出奔していた趙雲に阻まれ取り逃がしている。
白馬の戦いで顔良が討ち取られると、仇を討つために劉備と共に出陣し、史実同様に輜重隊の罠にかかり敗走する。しかし、追撃してきた張遼を弓で射落とし、さらに徐晃をも退けている。だが関羽には打ち負けて、逃亡時に追撃を受け背後から斬殺されてしまう。